# 滝本太郎
滝本 太郎（たきもと たろう、1957年1月17日 - ）は、日本の弁護士（神奈川県弁護士会所属）。1989年からオウム真理教問題に携わり、1995年に設立された「日本脱カルト協会（旧称・研究会）」の理事を歴任した。同会の事務局は滝本の大和法律事務所に所在している。1995年6月、脱会者の集りである「カナリヤの会」を組織し、その窓口を担当した。
2021年、「女性スペースを守る会」の「防波堤役事務局」弁護士に就任し、大和法律事務所に事務所を設置した。同事務所内に「日本脱カルト協会」と「女性スペースを守る会」の事務所が入居している。

## 来歴
1957年1月17日、神奈川県大和市生まれ。神奈川県立希望ヶ丘高等学校卒業後、早稲田大学法学部を卒業した。高校生の頃は新左翼学生運動に参加していたが、大学生の活動家たちが高齢活動家の発言を糾弾する事態に遭遇して違和感を感じ、その後、学生運動から身を引いた。大学卒業後、神奈川県職員を経て司法試験に合格、1983年から弁護士（神奈川県弁護士会所属）。
オウム真理教被害者の会を組織した弁護士仲間の坂本堤から「あぐらみたいな格好で空中浮揚しちゃう宗教がある」と聞かされ、オウム真理教の存在を知る。この時は統一教会関係で宗教問題の面倒さを知っていたため一度は関与を断ったが、1989年11月の坂本堤弁護士一家殺害事件で坂本が失踪したのを契機に「オウム真理教被害対策弁護団」に加わり、山梨県上九一色村の住民の代理人を務める等、オウム真理教をめぐる裁判に関わる。1993年7月からは信者の脱会カウンセリングにも携わるようになった。麻原彰晃の「空中浮揚」写真が超能力によるものではないことを示すため、自ら同様の写真を撮影し、信者の脱会活動に役立てていた。
1994年5月9日にオウム真理教の信者らによって、甲府地方裁判所の駐車場で自動車の空気吸入口付近にサリンを散布されるという手段でポア（殺害）を図られた。しかし、換気を車内循環にしていたため、縮瞳現象だけで済んだ。同年9月は、VX溶剤を自動車のノブにかけられたが、付着させる方法等に問題があったため難を逃れた。同10月にも、VXを使った殺害指示が出されたが、実行には至らなかった。さらに同年11月には、出家信者の2歳直前の子どもを取り戻す交渉中に、ボツリヌス毒素入りジュースを飲まされたが、ボツリヌス毒素の製造に失敗していたため、一命を取り留めた。このように、1994年以来、オウム真理教の信者によって、複数回にわたって命を狙われた（詳細は滝本太郎弁護士サリン襲撃事件を参照）。
1995年6月、脱会した元オウム真理教信者のケアの場を設けるため、オウム真理教の脱会者やその支援者らで「カナリヤの会」を結成する。
2012年1月1日、17年に渡って逃亡し、前年12月31日に出頭・逮捕されたオウム真理教の平田信の私選弁護人に選出されたが、同月11日に辞任した。これは平田を犯人蔵匿した容疑で逮捕された女性の弁護人に選出されたため、利益対立を避けたものと説明された。また、同じく長期間逃亡していた菊地直子が逮捕された際、菊地の両親から弁護士に選任された。しかし、その後菊地本人によって、「親に迷惑をかけたくない。国選弁護人を希望する」として、弁護人を解任された。
2018年から、松本元死刑囚（麻原彰晃）の四女の代理人を務めている。滝本は、家族や教団と離れた立場にある四女に、遺体や遺骨を引き渡すように東京家庭裁判所に求めたが、認められなかった。滝本は、「アレフ」から分派した山田美沙子を代表とする集団を「三女派」と呼び、警戒している。
2021年、「女性スペースを守る会」を結成し、事務局弁護士に就任、「防波堤役」を名乗って活動している。
2024年、芥川賞作家の李琴峰に対してデマの流布・名誉毀損、セクシュアル・ハラスメント、アウティングなどの加害行為を行い、のちに告発され提訴された。

## 主張
死刑制度について、2012年時点で「死刑制度廃止論者」とwikipediaに書かれていたことにつき、「死刑制度と滝本－ウィキの間違い」とブログを書き、たまたま死刑を求刑されるような依頼を担当していなかったこともあり元々死刑廃止に明確な意見もなかったとし、友人の坂本弁護士とも生前に死刑賛否の話題にはなったことないと述べている。その後、友人の坂本弁護士がオウム真理教信者に殺害された事件をきっかけに死刑制度を容認する立場を表明した。ただしオウム真理教事件に関しては、オウム真理教トップの麻原以外の死刑囚の死刑執行には反対していた。坂本弁護士事件の実行犯の一人である中川智正の裁判に出廷した際には「何万カルパ経っても許さないが（中川を）死刑にしたいとは思わない」と語ったが、麻原については説法の「人は死ぬ、必ず死ぬ、絶対死ぬ、死は避けられない」から引用し、「死刑を望みます。人は死ぬ、必ず死ぬ、絶対死ぬ、死は避けられない。だからこそ刑罰の行使として死刑を望みます」と死刑制度賛成を述べている。

## 出来事、トラブル

### 日本脱カルト協会
1995年に設立された「日本脱カルト研究会」（JDCC）の理事を歴任した。2003年に自らのセクハラ問題で同会が活動を休止し、2004年に「日本脱カルト協会」（JSCPR）として再開した後も、理事を続けた。2018年、オウム真理教教祖・麻原彰晃の長男から殺害予告を受けたと主張し、刑事告訴と記者会見を行った。しかし、事実に反するとして長男から民事訴訟を起こされ、2021年8月に敗訴判決が下された。これを受けて、同年9月に理事を辞任した。
- 2003年6月、「日本脱カルト研究会」（JDCC）の女性会員が、滝本理事からのセクハラ行為を告発した[1][31][35]。12月、調査委員会は行為の存在を認めたが、「セクハラには当たらない」と認定した[1][31][35]。この騒動で同会は約1年間活動を休止した[1][31][35]。2004年4月に「日本脱カルト協会」（JSCPR）に名称を変更して活動を再開した後も、滝本は理事を続けた[1][31][35]。
- 2011年9月2日、森達也の著書『A3』が講談社ノンフィクション賞を受賞したことに対し、日本脱カルト協会と滝本らが、講談社に抗議書を送付した[16][36][37][38]。滝本は、『週刊文春』でも『A3』を批判したが、森は月刊誌『創』で反論し、公開論争を呼びかけた[39][40]。しかし、『創』側が滝本に公開論争の申し入れをしたものの、経過について行き違いがあり[39]、公開論争は実現しなかった[41]。
- 2015年3月31日、横浜弁護士会から戒告処分を受けた[42][43][44]。処分理由は、統一教会の信者の医師が開設しようとした診療所のカギを勝手に付け替え、診療所内に侵入し、カルテを持ち出したことが弁護士法第56条第1項（弁護士としての品位を失う非行）に該当したというものだった[44]。これについて滝本は、「私として、当時は、何よりも前産婦人科医のカルテが統一教会に流出することを心配しました」とブログで説明している[45]。滝本は、横浜弁護士会の戒告処分を受けて、「日本脱カルト協会」の理事を辞任したが[44]、3年後の2018年に理事選挙で再選され、復帰した[46][47]。
- 2018年7月、自身に対する殺害予告をTwitterに投稿した人物が、オウム真理教教祖・麻原彰晃の長男だと主張し、刑事告訴した[46][33][48]。記者会見でその旨を報告し、一部メディアが報道したが[46][49][32]、実際の投稿者は別人で、長男から民事訴訟を起こされた[46][33]。2021年8月4日、地方裁判所から敗訴判決が言い渡され、双方控訴せず判決が確定した[46][33]。同年9月、「日本脱カルト協会」がWEBサイトで滝本の辞任を公表したが[34]、理事辞任後も同協会の事務局所在地は滝本の大和法律事務所であり、実質的な幹部である[46]。

### 女性スペースを守る会
2021年5月にLGBT理解増進法が議論されたことをきっかけに、9月に「女性スペースを守る会」の事務局弁護士に就任した。『月刊WiLL』『正論』といった右派論壇誌への寄稿を始め、トランス女性の権利確立を求める運動を「マインドコントロールの手法を使ったカルト的な思想運動」だと批判している。滝本は、性自認の法令化によって生物学的男性がトランス女性として女性スペースに進入できるようになり、犯罪が正当化される可能性があると主張している。
- 2021年9月、ネットで知り合った女性らと、「市井の女性の不安や懸念」を掲げて「女性スペースを守る会」を結成し、「防波堤役事務局」の弁護士として就任した[6]。同会の事務局所在地は滝本の大和法律事務所であり[6][71]、「日本脱カルト協会」と同じ事務所に所在している[1][3]。
- 同年11月25日、「女性スペースを守る会」は他の4団体と共同声明を発表し、共同で記者会見を行った[3][72]。共同声明では、「LGBT理解増進法」等により、身体が男性のまま「トランス女性」を自称する人々によってトイレや風呂などの「女性スペース」の安全が脅かされると主張した[3][72]。滝本と共同会見に同席した友好団体の代表には、「白百合の会」の森奈津子や「日本SRGM連盟」の日野智貴[注 7]などがいた[1][3][72]。
- 2022年9月22日、滝本は団体代理人として、「女性スペースを守る会」をYouTubeで批判した安冨歩・東京大学教授を名誉毀損で提訴した[74][75]。同月25日、同会は、この提訴について「悪質トランス差別団体」とツイートした研究者に対し、「投稿削除と謝罪、削除するまで1日5000円の慰謝料の支払い」を請求した[74][75][76]。同年11月、研究者は義務の不存在を求めて同会を提訴し、「複数の識者が差別団体だと評価していることなどから、十分な根拠と合理性がある」と主張した[74][75][76]。2023年1月、「女性スペースを守る会」は研究者を名誉毀損で反訴した[74][75]。滝本は、同会を批判した他の著名人についても、法的措置を検討していることを示唆した[75]。
- 2023年2月、「日本脱カルト協会」の大会で、「性自認至上主義[注 8]は、カルト的な思想運動である」と題する文書を配布した[7][78][2]。その内容は、トランス女性の権利確立を求める運動を「マインド・コントロールの手法を用いたカルト的な思想運動[注 4][注 5]」と主張し、「権利を求めると犯罪が起こる社会になる」と述べている[7][2]。
- 同年6月15日、自民党・山谷えり子議員の質問参考人として、LGBT理解増進法の参院内閣委員会に出席し、トランス女性から女性の権利や安全を守る法律を作るよう訴えた[81][82]。翌16日にLGBT理解増進法が成立し[54]、21日に「全ての女性の安心・安全と女子スポーツの公平性を守る議員連盟（共同代表は、山谷えり子・片山さつき[83]・橋本聖子）」が設立された[54][84]。滝本は、同議員連盟の説立総会に「女性スペースを守る会」として参加した[54][84][85]。

## 著書
- 『マインド・コントロールから逃れて―オウム真理教脱会者たちの体験』永岡辰哉との共編著、恒友出版、1995年7月（ISBN 978-4765250931）
- 『破防法とオウム真理教（岩波ブックレット No.398）』福島瑞穂との共著 、岩波書店、1996年4月（ISBN 978-4000033381）
- 『Q&A 宗教トラブル110番―しのびよるカルト』山口広、紀藤正樹との共著、1999年4月、民事法研究会（ISBN 978-4896280333）
- 『異議あり!「奇跡の詩人」』石井謙一郎との共編著、同時代社、2002年6月（ISBN 978-4886834751）。2002年にNHKで放送されたドキュメンタリー番組『奇跡の詩人』について、批判的な検証を行った[14][86]。

### 寄稿
- 『月刊WiLL』2023年1月号 「女子トイレ利用を公認するのか？　女子スポーツは崩壊？トランス女性とは」（ワック）
  - 紙版は「女子トイレに侵入！女性の権利を侵害するトランス女性」というタイトルだったが[53][87]、「滝本氏の了解を得ておらず、 また適切なものではありませんでした」として変更された[55]。
- 『月刊WiLL』2023年2月号 「性同一性障害者特例法　手術要件の削除は本末転倒」
- 『月刊WiLL』2023年3月号 「矛盾だらけのカルト思想運動『性自認至上主義』を選挙の争点に」
- 『月刊WiLL』2023年7月号 「女性の安心安全条項が入らなければ、反対」
- 『正論』2023年12月号「『性自認至上主義』に裁判所ははまったか」（産経新聞社）
- 『正論』2024年1月号「最高裁がはまった『性自認至上主義』」

ほか